# 維洛阿泰

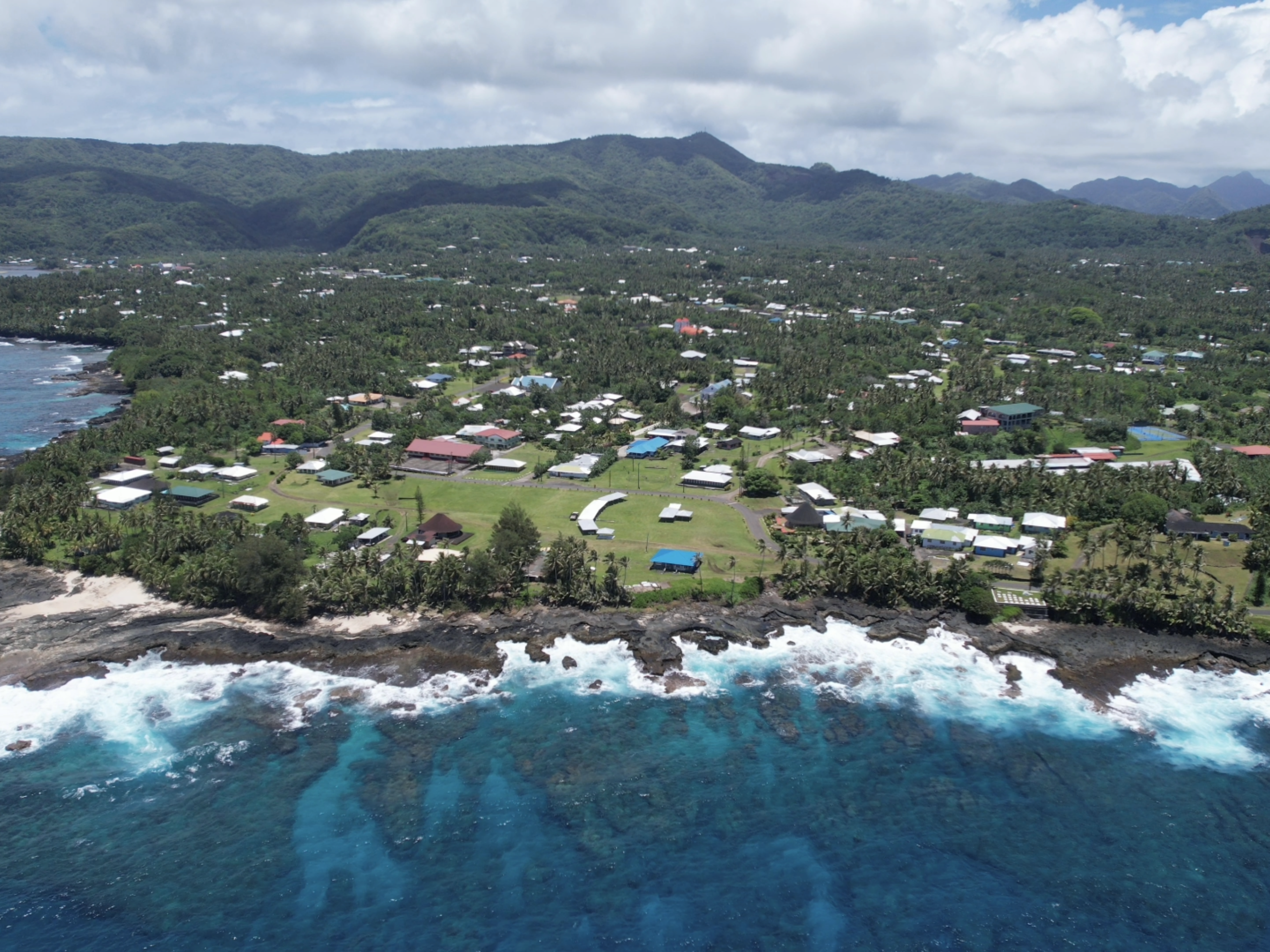
2022年维洛阿泰村

維洛阿泰（英語：Vailoatai）是位於美屬薩摩亞圖圖伊拉島西南部的一個村莊。它位於利昂灣的東端。
該村原名為Tuāulu。1926年，Tuāulu和另一個名為Vailoa的村莊合併形成Vailoa-tai村。根據美屬薩摩亞憲法，該村莊被正式命名為Vailoatai。
1915年，馬努阿群島遭受颶風重創，在開展救援工作時，該村莊收容了許多來自馬努阿的居民。
根據2020年美國人口普查的數據顯示，居住於維洛阿泰的人口為1195人。